# آدم كلايتون باول سينيور
آدم كلايتون باول سينيور (بالإنجليزية: Adam Clayton Powell, Sr.)‏ هو وزير وكاتب أمريكي، ولد في 5 مايو 1865، وتوفي في 12 يونيو 1953.